# Sérgio Silva (duatleta)
Sérgio Manuel Rodrigues Silva (3 de abril de 1983) es un deportista portugués que compitió en duatlón. Ganó una medalla de bronce en el Campeonato Mundial de Duatlón de 2007, y una medalla de plata en el Campeonato Europeo de Duatlón de 2008.

## Palmarés internacional
| Campeonato Mundial | Campeonato Mundial | Campeonato Mundial | Campeonato Mundial |
| Año                | Lugar              | Medalla            | Prueba             |
| ------------------ | ------------------ | ------------------ | ------------------ |
| 2007               | Gyor ( Hungría)    | Medalla de bronce  | Individual         |
| Campeonato Europeo |                    |                    |                    |
| Año                | Lugar              | Medalla            | Prueba             |
| 2008               | Serres ( Grecia)   | Medalla de plata   | Individual         |